# クアンド・セアス・ミア
『クアンド・セアス・ミア』（スペイン語: Cuando seas mía）は、メキシコのテレノベラ。アステカ・トレセで2001年5月7日から2002年5月12日まで放送された。 主演はシルビア・ナバロとセルジオ・バサニェス。

## 登場人物
テレサ・スアレス・ドミンゲス・「パロマ」 / エレナ・オリバレス・マルドナド・デ・サンチェス・セラノ
演 - シルビア・ナバロ
ディエゴ・サンチェス・セラノ
演 - セルジオ・バサニェス
ベレニス・サンドバル・ポルトカレロ・デ・サンチェス・セラノ
演 - マーサ・クリスティアナ
バルバラ・カストレホン・デ・サンチェス・セラノ
演 - アネッテ・ミシェル
ファビアン・サンチェス・セラノ・バジェホ
演 - ロドリゴ・アベド
ドニャ・イネス・ウガルテ・ヴダ・デ・サンチェス・セラノ・「ママネ」
演 - エヴァンジェリーナ・エリゾンド
フアン・フランシスコ・サンチェス・セラノ・ウガルテ
演 - セルジオ・ブスタマンテ
アンジェラ・バジェホ・デ・サンチェス・セラノ
演 - マルガリータ・グラリア
ソレダッド・スアレス・ドミンゲス・デ・モンドリアーニ・「チョレ」
演 - ローラ・パディーヤ